# Prefektura Kumamoto
Prefektura Kumamoto (jap. 熊本県 Kumamoto-ken) – prefektura na wyspie Kiusiu (Kyūshū), w Japonii. Jej stolicą jest miasto Kumamoto.
Prefektura Kumamoto rozciąga się wzdłuż zachodniego wybrzeża Kiusiu. Graniczy z: prefekturą Fukuoka na północy, prefekturą Ōita na północnym wschodzie, prefekturą Miyazaki na wschodzie i południowym wschodzie oraz prefekturą Kagoshima na południu. Jej zachodnie wybrzeża oblewają wody zatok: Ariake-kai, Shimabara-wan, Yatsushiro-kai (Shiranui-kai), które wychodzą na Morze Wschodniochińskie.

## Wyspy Amakusa
Około 60 km na południowy zachód od miasta Kumamoto usytuowana jest grupa wysp o nazwie Amakusa, składająca się (w granicach prefektury) z trzech dużych wysp (Oyano, Kami, Shimo) i setek mniejszych. 
W XVI wieku dotarli tu pierwsi europejscy misjonarze, którzy przez wiele lat prowadzili swoją działalność krzewienia chrześcijaństwa, pozyskując znaczny procent mieszkańców i miejscowego daimyō, zanim religia ta została zakazana we wczesnym okresie Edo (1603–1868) przez siogunat Tokugawa. Na wyspach nadal znajduje się wiele muzeów i kościołów, które ukazują to religijne dziedzictwo. Główne wyspy są połączone ze sobą i Kiusiu mostami, a promy zapewniają połączenia z mniejszymi wyspami. 
W okresie Edo chłopi żyjący na wyspach Amakusa cierpieli głód, byli surowo traktowani, zmuszani do płacenia wysokich podatków i prześladowani z powodu wyznawanego przez nich chrześcijaństwa. W proteście dołączyli do chłopów z pobliskiego półwyspu Shimabara i wystąpili przeciwko swemu daimyō w latach 1637–1638. Powstanie zostało nazwane rebelią Shimabara, ponieważ toczyła się ona głównie na półwyspie. Bunt został stłumiony przez siogunat i zakończył się śmiercią kilkudziesięciu tysięcy rebeliantów, misjonarze zostali wydaleni z Japonii oraz przeprowadzono rozprawę z praktykującymi chrześcijanami w całym kraju, zwłaszcza w regionach Amakusa i Shimabara, gdzie religia ta była szeroko zakorzeniona.. 
Ci, którzy nadal praktykowali swoją wiarę chrześcijańską na tym obszarze, „ukryci chrześcijanie”, ukrywali ją pod przykryciem buddyzmu. Obrazy Matki Boskiej przypominały buddyjską Kannon, a krucyfiksy były wyryte z tyłu posągów buddyjskich lub ukryte w innych przedmiotach. Chrześcijanie zmienili także swoje modlitwy tak, aby przypominały śpiewy buddyjskie. Władze przeprowadzały coroczne kontrole mające na celu wykorzenienie chrześcijan. Jedną z metod sprawdzenia było skłonienie do deptania świętych obrazów (fumi-e). Chrześcijanie, którzy odmówili tego, byli torturowani, dopóki nie wyrzekli się swojej wiary lub nie zostali skazani na śmierć.

## Kurokawa Onsen
Kurokawa Onsen to jedno z atrakcyjnych japońskich miast z gorącymi źródłami, usytuowane około 20 km na północ od góry Aso. W krajobrazie miasta dominują naturalne kolory i materiały, drewniane budynki, ryokany, publiczne łaźnie, kąpieliska na świeżym powietrzu (rotenburo), gliniane mury, kamienne schody i przepływająca przez nie rzeka. 

## Minamata
Miasto Minamata, położone w południowej części prefektury, wzdłuż wybrzeża zatoki Shiranui z widokiem na wyspy Amakusa. Zyskało złą sławę światową w latach 50. XX wieku w wyniku katastrofy zatrucia rtęcią tysięcy mieszkańców, spowodowanej zrzutem trujących ścieków do zatoki Minamata przez lokalną fabrykę. W ostatnich dekadach Minamata odbudowała swoją reputację, stając się modelowym miastem ekologicznym i promując programy recyklingu i ochrony środowiska. W granicach miasta znajdują się dwa kurorty z gorącymi źródłami: Yunotsuru Onsen i Yunoko Onsen.

## Galeria

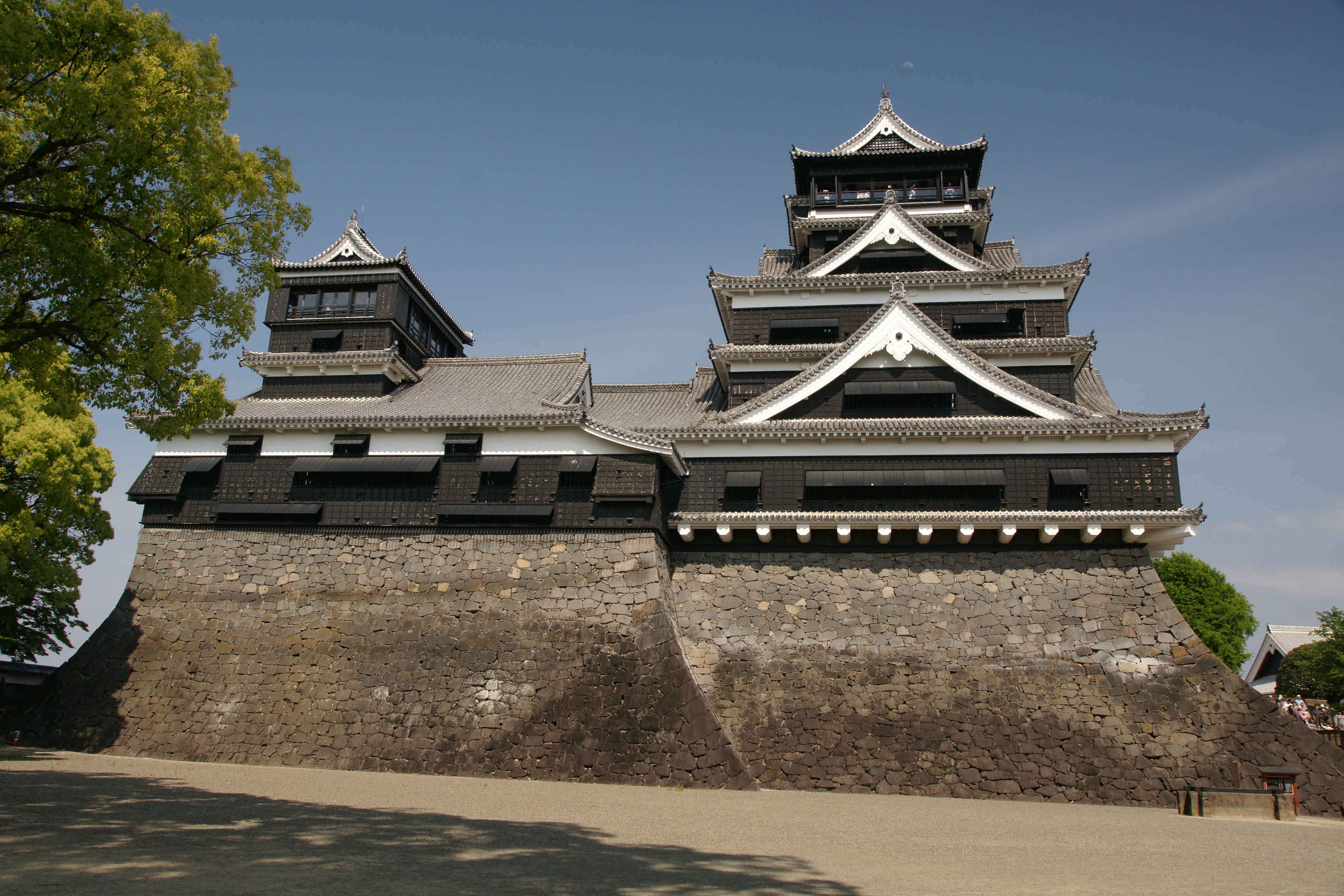
Zamek Kumamoto
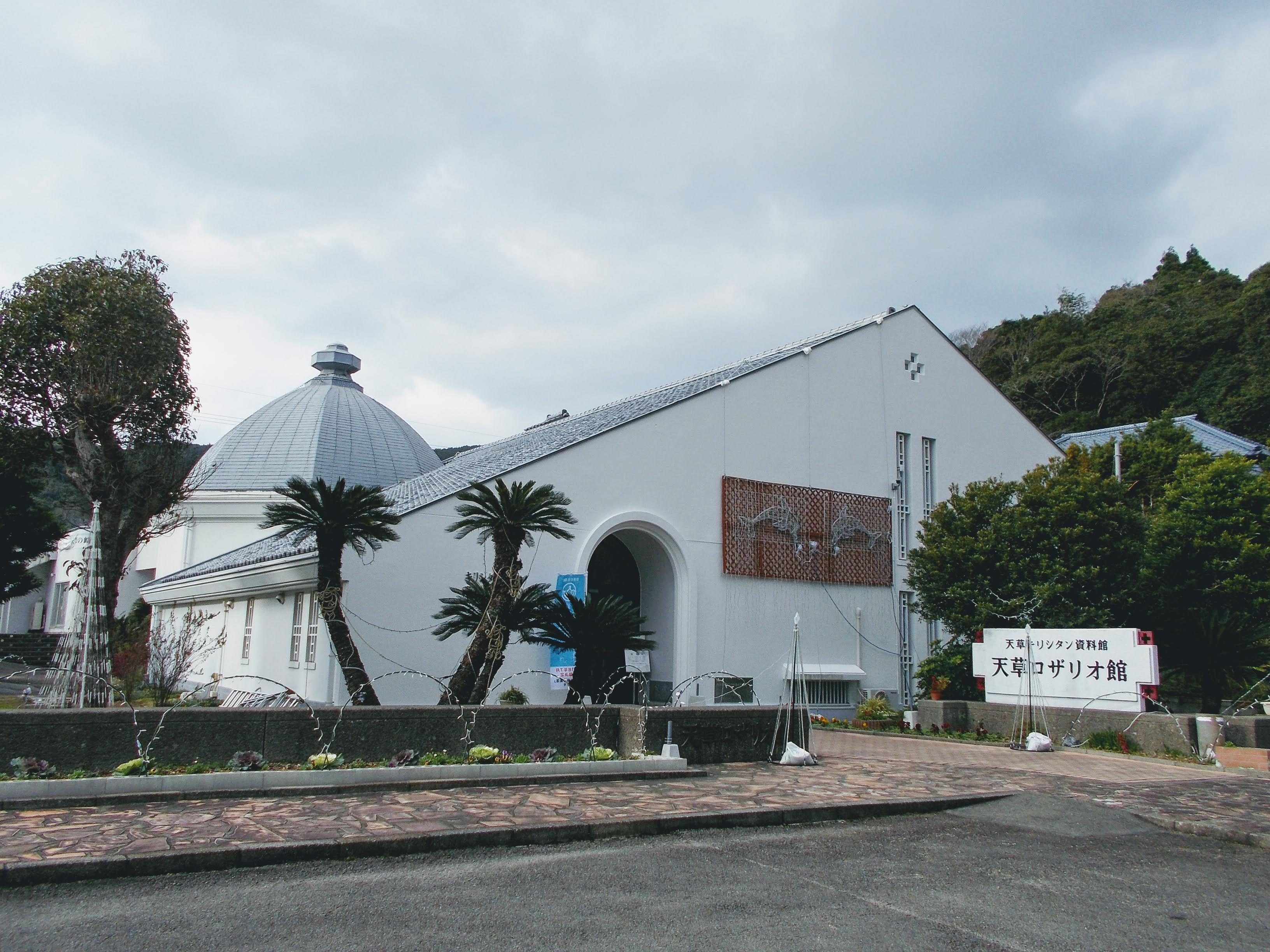
Amakusa Rozario-kan Christian Museum w Amakusa
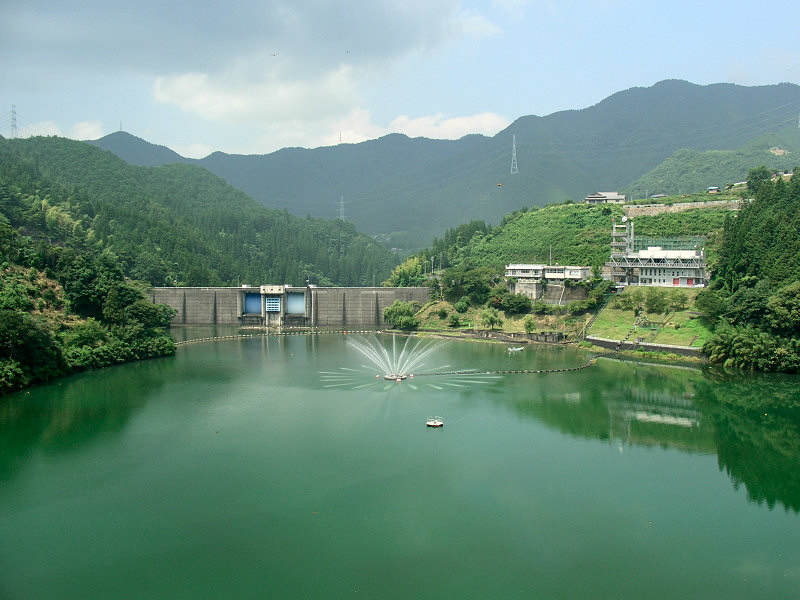
Jezioro i tama Hikawa
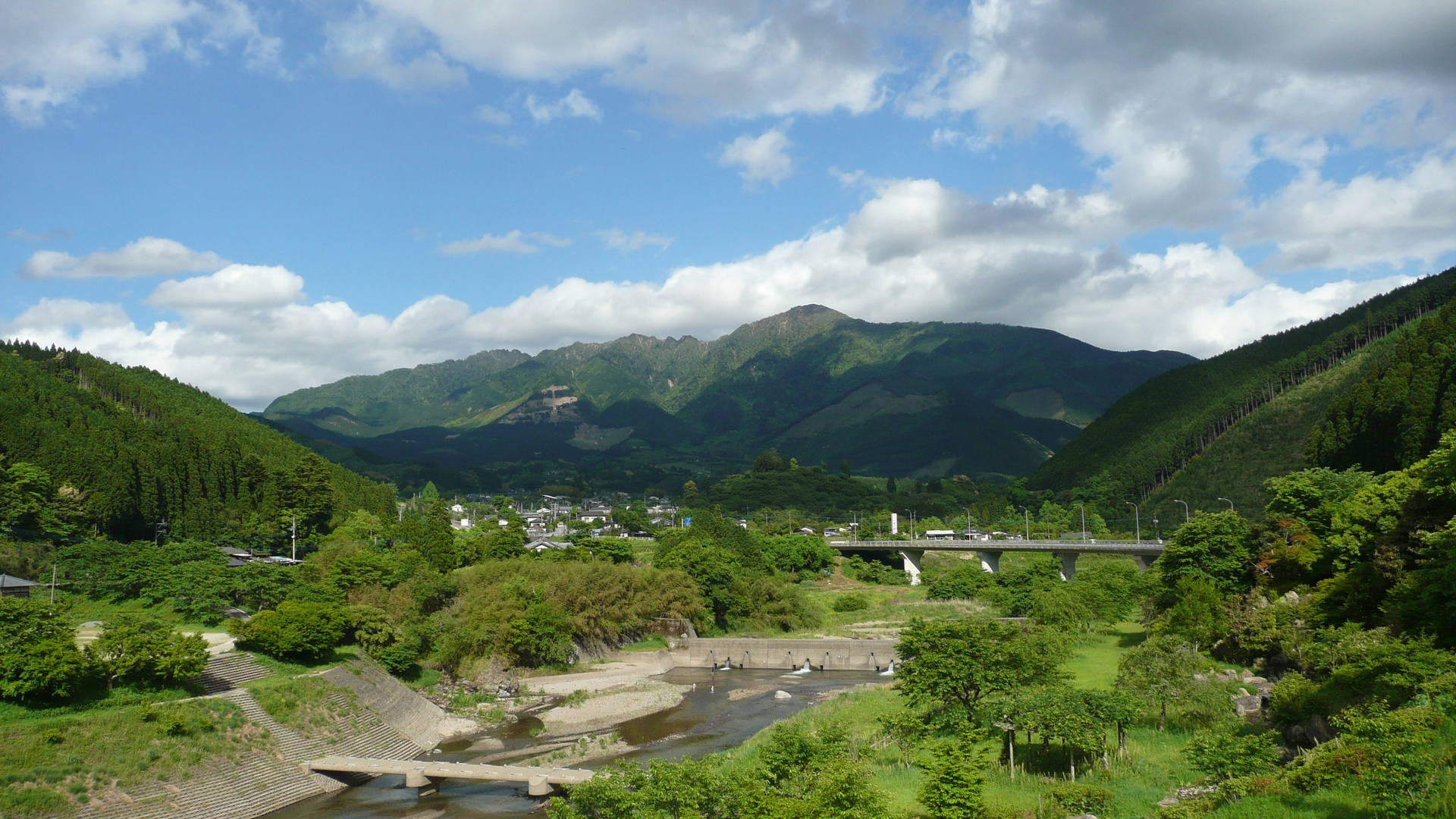
Góra Ichifusa (1721 m) na granicy z pref. Miyazaki
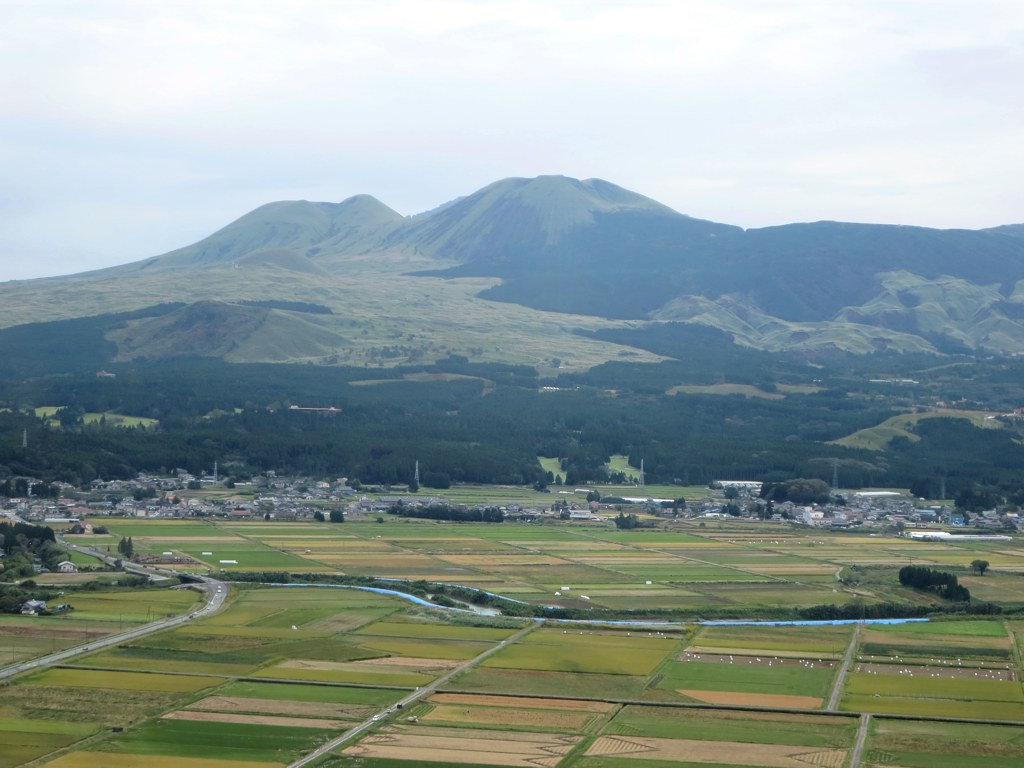
Aso (1 592 m) – największy, czynny wulkan w Japonii